# Просилогізм
Просилогі́зм — силогізм, висновок якого є засновком наступного силогізму. Таким чином, просилогізм — це попередній силогізм у полісилогізмі (складному силогізмі).